# Schloss Rosenburg (Riedenburg)
Schloss Rosenburg ist eine Burganlage oberhalb von Riedenburg im niederbayerischen Landkreis Kelheim, Deutschland. Sie wird von der Bayerischen Schlösserverwaltung verwaltet. Die Anlage wird als Bodendenkmal unter der Aktennummer D-2-7036-0130 im Bayernatlas als „untertägige Befunde im Bereich der mittelalterlichen Rosenburg“ geführt. Ebenso ist sie unter der Aktennummer D-2-73-164-15 als denkmalgeschütztes Baudenkmal von Riedenburg verzeichnet.

## Geographische Lage
Die Höhenburg, die auf einem Bergrücken errichtet ist, liegt im Altmühltal und somit im Naturpark Altmühltal.

## Geschichte
Die Burg dürfte in der zweiten Hälfte des 12. Jahrhunderts erbaut worden sein. Bauherren waren Angehörige des altbayrischen Adelsgeschlechts der Babonen, die als Burggrafen von Regensburg, Landgrafen von Stefling und Grafen von Riedenburg in Erscheinung traten.
Nach dem Aussterben der Burggrafen von Regensburg im Jahre 1185 und der Landgrafen von Stefling im Jahre 1196 kam die Burg an den Herzog Ludwig I. von Bayern.
Durch den Hausvertrag von Pavia kam die Burg 1329 an Kaiser Ludwig IV. Bei der dritten Teilung Bayerns im Jahre 1392 fiel die Burg an das Herzogtum Bayern-München. Sie wurde dem Rentamt München eingegliedert und in der Folgezeit häufig verpfändet. So waren von etwa 1330 bis 1367 die Herren von Wolfstein und Hilpoltstein, von 1384 bis 1424 die Grafen von Abensberg und ab 1424 die Herren von Muggenthal Besitzer der Burg.
Im Bauernkrieg wurde die Anlage im April 1525 durch Aufständische erobert und weitestgehend zerstört. Ein Wiederaufbau erfolgte zwischen 1556 und 1560. Im Dreißigjährigen Krieg wurde die Burg zwischen 1632 und 1634 mehrfach geplündert. 1703 wurde die Burg im Spanischen Erbfolgekrieg durch die Österreicher erobert. Im Österreichischen Erbfolgekrieg diente die Burg u. a. 1745 der österreichischen Armee als Winterquartier.
Die gut erhaltene Anlage dient heute als Burgmuseum. Ferner befindet sich auf dem Gelände der Burg ein 1978 gegründeter Falkenhof Schloss Rosenburg. Im Jahr 2014/15 wurde die Anlage aufwendig saniert.

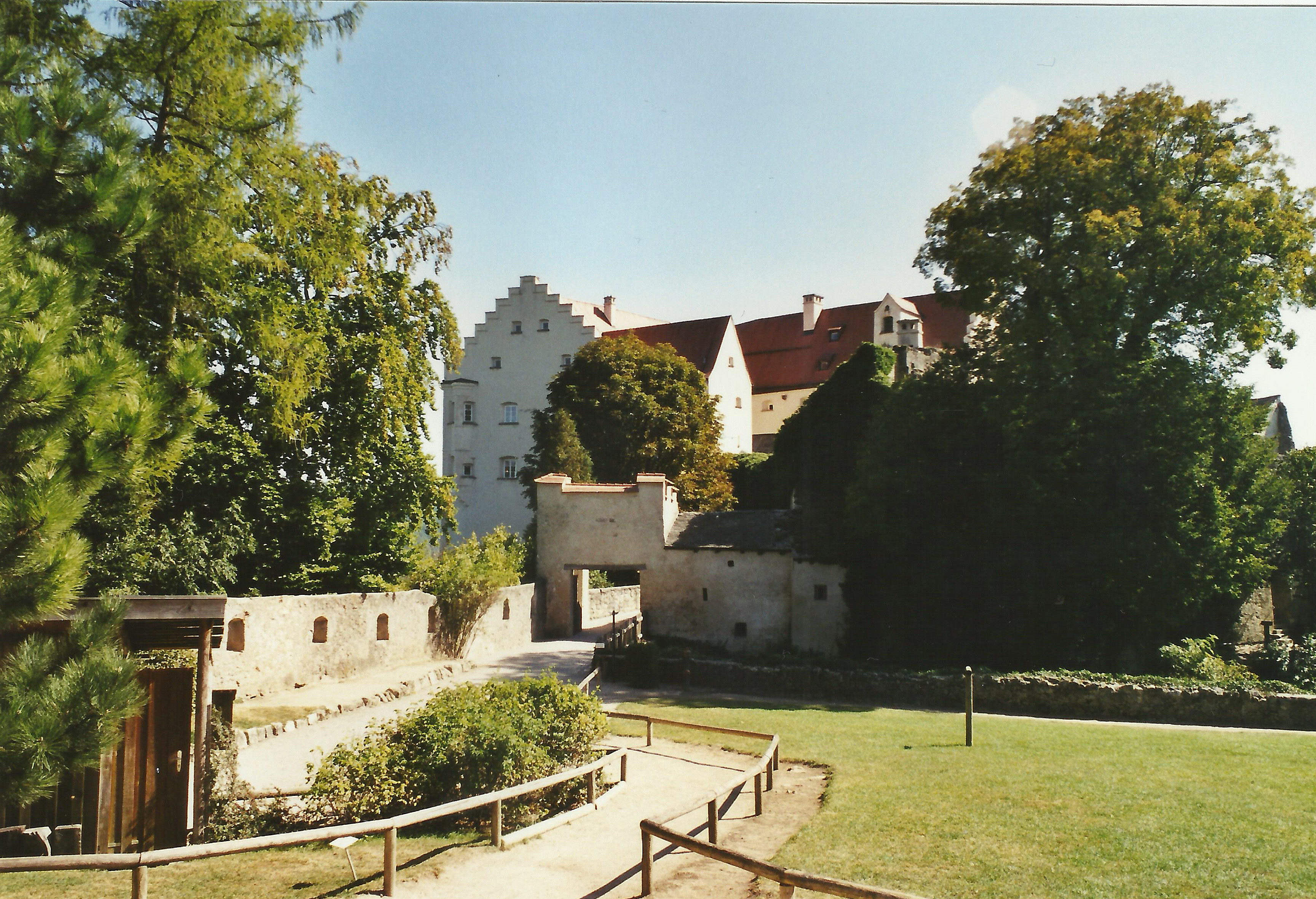
Zufahrt
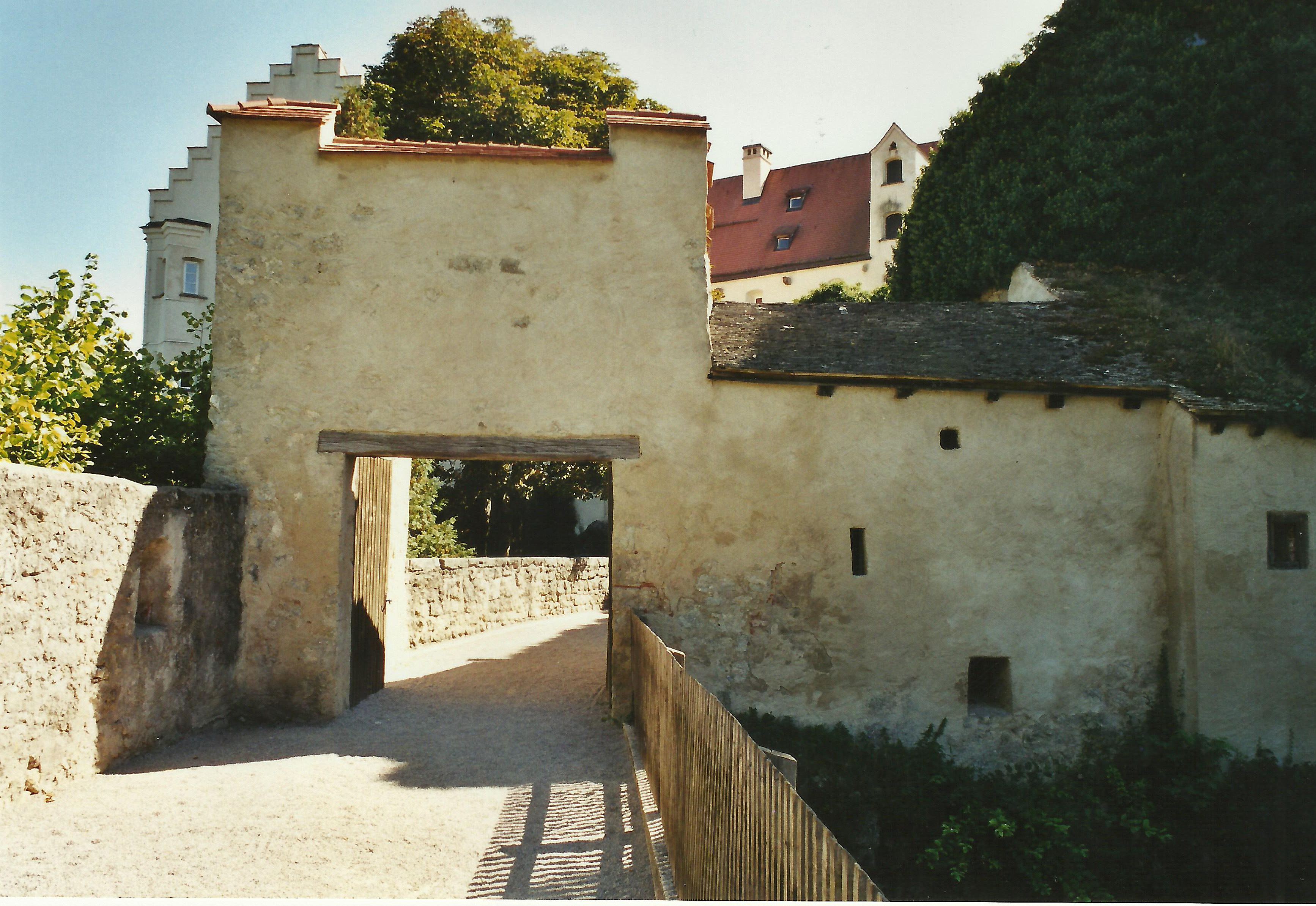
Inneres Tor
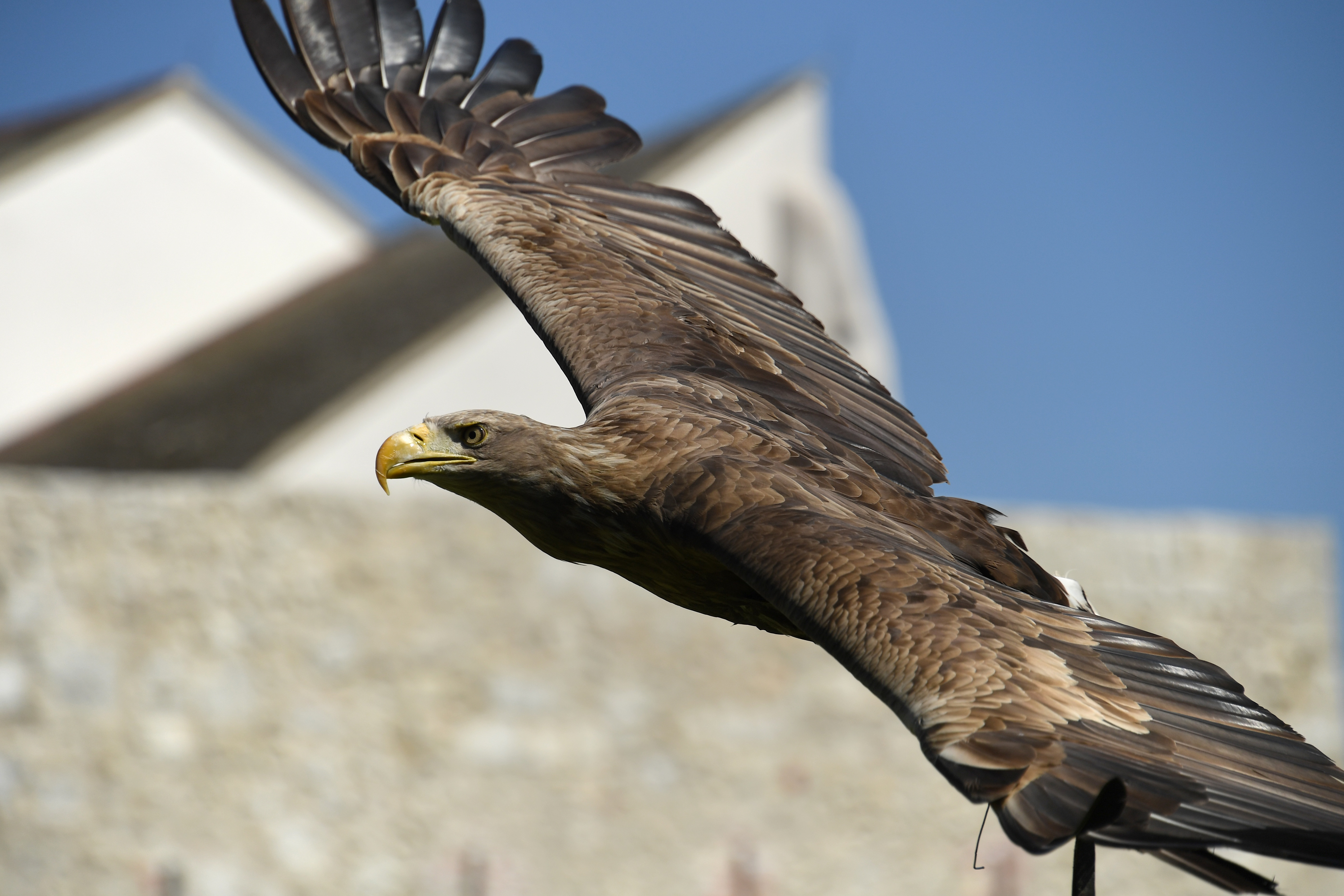
Europäischer Seeadler bei der Flugvorführung im Falkenhof

Der Zutritt zum Burghof ist nur während der Öffnungszeiten des Falkenhofs gegen Entgelt möglich.
Ein Rundgang innerhalb der Rosenburg (Gebäude) ist außer dem Burgkeller (Gastwirtschaft) und dem Museum nicht möglich.

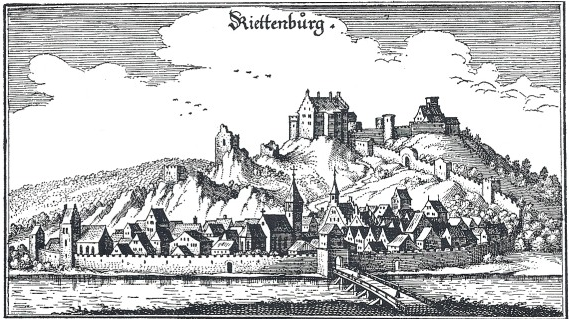
Schloss Rosenburg mit Riedenburg nach einem Stich von Michael Wening